# Монтепарано
Монтепарано (итал. Monteparano) — коммуна в Италии, располагается в регионе Апулия, в провинции Таранто.
Население составляет 2361 человек (2008 г.), плотность населения составляет 804 чел./км². Занимает площадь 3 км². Почтовый индекс — 74020. Телефонный код — 099.
Покровителями коммуны почитаются святые врачи безмездные, бессребреники Косьма и Дамиан, святой Иосиф, а также San Gaetano di Thiene, празднование 7 августа, 26 сентября и 19 марта.

## Демография
Динамика населения:

## Администрация коммуны
- Официальный сайт: